# Gouverneur von Bosnien und Herzegowina
Die Gouverneure von Bosnien und Herzegowina waren nach der auf dem Berliner Kongress vereinbarten Okkupation von Bosnien und der Herzegowina durch das gemeinsame Heer der österreichisch-ungarischen Monarchie 1878 als Vertreter des Monarchen oberste Militär- und Zivilbeamte in Bosnien und Herzegowina. Er unterstand nicht der für Cisleithanien zuständigen k.k. Regierung in Wien, sondern dem für ganz Österreich-Ungarn zuständigen gemeinsamen (k.u.k.) Finanzminister in Wien. Auch wenn Bosnien und die Herzegowina noch bis 1908 formal Teil des Osmanischen Reiches waren, hatten die österreichisch-ungarischen Behörden ab 1878 die faktische Kontrolle über das Land. Am 5. Oktober 1908 gab Kaiser und König Franz Joseph I. die Annexion von Bosnien und der Herzegowina bekannt und trug dem gemeinsamen Finanzministerium auf, eine Verfassung für Bosnien und Herzegowina zu verfassen. 1910 wurden von Franz Joseph I. mehrere Gesetze und Reformen erlassen, die dem Land Bosnien und Herzegowina die gleichen Rechte gaben wie allen anderen Kronländern. Unter anderem wurde ein Landtag errichtet. Die Gouverneure waren entsprechend Landeschef und zudem Chef der Landesregierung. Das Amt des Gouverneurs existierte bis zum Zerfall der Doppelmonarchie nach dem Ersten Weltkrieg 1918.

## K.u.k. Gouverneure von Bosnien und Herzegowina
| # | Porträt | Name (Lebensdaten)                               | Amtszeit          | Amtszeit          |
| - | ------- | ------------------------------------------------ | ----------------- | ----------------- |
| 1 |         | Joseph Philippovich von Philippsberg (1818–1889) | 13. Juli 1878     | 18. November 1878 |
| 2 |         | Wilhelm von Württemberg (1828–1896)              | 18. November 1878 | 6. April 1881     |
| 3 |         | Hermann Dahlen von Orlaburg (1828–1887)          | 6. April 1881     | 9. August 1882    |
| 4 |         | Johann Nepomuk von Appel (1826–1906)             | 9. August 1882    | 8. Dezember 1903  |
| 5 |         | Eugen von Albori (1838–1915)                     | 8. Dezember 1903  | 25. Juni 1907     |
| 6 |         | Anton von Winzor (1844–1910)                     | 30. Juni 1907     | 7. März 1909      |
| 7 |         | Marijan Varešanin (1847–1917)                    | 7. März 1909      | 10. Mai 1911      |
| 8 |         | Oskar Potiorek (1853–1933)                       | 10. Mai 1911      | 22. Dezember 1914 |
| 9 |         | Stjepan Sarkotić (1858–1939)                     | 1. Januar 1915    | 3. November 1918  |